# Condado de Monroe (Missouri)
O Condado de Monroe é um dos 114 condados do estado americano de Missouri. A sede do condado é Paris, e sua maior cidade é Paris. O condado possui uma área de 1 736 km² (dos quais 63 km² estão cobertos por água), uma população de 9 311 habitantes, e uma densidade populacional de 6 hab/km² (segundo o censo nacional de 2000). O condado foi fundado em 1831.